# Kaskamus Silisluobbal
Kaskamus Silisluobbal är en sjö i Finland. Den ligger i kommunen Enare i landskapet Lappland, i den norra delen av landet, 1 100 km norr om huvudstaden Helsingfors. Kaskamus Silisluobbal ligger 198,7 meter över havet. Arean är 78,1 hektar och strandlinjen är 5,54 kilometer lång. Sjön  ingår i Neidenälvens huvudavrinningsområde.   Den ligger vid sjön Stuorra Silisluobbal. Omgivningarna runt Kaskamus Silisluobbal är i huvudsak ett öppet busklandskap. Den sträcker sig 1,7 kilometer i nord-sydlig riktning, och 1,4 kilometer i öst-västlig riktning.